# 長岡市立南中学校
長岡市立南中学校（ながおかしりつ みなみちゅうがっこう、英称：Nagaoka Minami Junior High School）は、新潟県長岡市に所在する市立中学校である。愛称は「南中」（なんちゅう）。
長岡市内の中学校としては唯一ユネスコ・スクールに認定されており、県下の中学校としては初めて同制度に認定された。

## 概要
開校は1947年4月1日、創立は同年5月25日。2014年5月26日当時の全校生徒数は427名（1学年：129名・2学年：149名・3学年：149名）。

### 校章
長岡藩の藩主だった牧野候の紋所である「三つ柏」が用いられている。
雪国長岡の象徴として、三つ柏に雪の結晶が組み合わさっている。
なお、1947年の開校時に制定された先代の校章は、長岡市立東中学校・長岡市立北中学校 と全く同じ意匠（三つ柏の中に東中・北中・南中の二文字）のものであった。
現在の校章は、1953年に制定されたもので、意匠は三つ柏と雪の結晶はそのままに、文字が「南」の一字に改定され、校旗も校章の改定された同年の7月に樹立された。

### 校章のバッジ
開学当初は八角形の板に「南」の文字が入り、周りに梅の花をあしらった意匠が用いられていたが、昭和30年代中頃に現行のものに改定された。

### 校歌
制定：1950年（昭和25年）5月25日
作詞：平野 善三郎 選
作曲：小杉 久芳
校歌は、当時の後援会長による寄付行為がきっかけとなって誕生した。
校歌の制定当時、作詞・作曲は著名な作詞家・作曲家などに依頼することが一般的だったが、校歌を作詞するにあたって南中では、当時の職員や生徒、そして学区の住民に歌詞を広く公募し、審査員による審査が行われたうえで、当時校長だった 平野 善三郎 によって作詞が行われ、長岡高等学校の国語科教諭と新潟大学の教授により修正が行われた。
作曲は当時の音楽科主任教諭だった小杉 久芳によって行われ、長岡女子高等学校の音楽科教諭と新潟高等女学校の音楽科教諭、そして新潟大学で音楽の指導をしていた教授によって修正が行われたものが現在校歌に使われている楽曲である。

## 生徒会
生徒会は南友会（なんゆうかい）と称する。

### 南友会歌
発表：1964年3月6日（昭和38年度）
作詞：昭和38年度・南友会
作曲：田才 栄一
南友会歌〜わが友よ〜は、昭和38年度の南友会執行部の願いがきっかけとなって誕生した。
昭和38年度・南友会活動の報告「南友会はなにをしてきたのか」（南中発行の機関紙 柏陽の創刊号）の中で、昭和38年度 南友会 女子副会長は「長岡市内でトップクラスの南中に会歌がないのは残念だ」「いつまでも皆に親しまれるような歌を今年中に作りたい」という南友会執行部の願いから、制作が行われたとしている。
作詞にあたっては、南友会歌作成委員会の設置のもとで、生徒に作詞募集を大々的に呼びかけて、候補に上がった歌詞をもとに作詞が行われた。
作曲は、当時新潟市内の小学校で校長をしていた 田才 栄一 によって行われた。
南友会歌「わが友よ」の発表会は、昭和38年度末の1964年（昭和39年）3月6日に行われた。

### 専門委員会
- 評議委員会
- 応援団（兼任可）
- 風紀委員会
- 情報委員会
- 保健給食委員会
- 整美委員会
- 放送委員会
- 学習委員会
- リサイクル委員会
- 緑化委員会

## 年間行事
（以下は2020年度の生徒手帳に掲載されている年間行事である）
- 4月
  - 1学期始業式
  - 入学式
  - 南友会オリエンテーション
  - 「三傑劇」発表会（2年生）（於：長岡市立劇場）
- 5月
  - 5月総会（生徒総会）
  - 赤城コマランド遠足（1年生）
  - 平和巡検（2年生）
  - 大学・専門学校訪問（3年生）
  - 創立記念講演会（於：体育館）
- 6月
  - 第1回定期テスト
  - 中越地区中学校陸上大会
  - 中越地区中学校各種大会
  - 中越地区中学校水泳大会
- 7月
  - 県中学校総合体育大会
- 8月
  - 北信越中学校総合体育大会
  - 県吹奏楽コンクール
  - 全国中学校体育大会
- 9月
  - 大運動会
  - 第2回定期テスト
  - 中越地区新人水泳大会
  - 郡市新人陸上・柔道大会
- 10月
  - 1学期終業式
  - 郡市新人各種大会
  - 2学期始業式
  - 中越駅伝大会
  - 学習発表会「音楽の部」

）
- 11月
  - いじめ見逃しゼロスクール集会
  - 県駅伝競走大会
  - 第3回定期テスト
  - 学年期樹立式（1年生）
  - 南友会職員選挙
- 12月
  - 校内作品展
- 1月
  - 南友会引継総会（生徒総会）
  - 第4回定期テスト（3年生）
- 2月
  - 第4回定期テスト（1・2年生）
  - 修学旅行(2年生)
- 3月
  - 卒業証書授与式
  - 「平和劇」発表会（2年生）
  - 2学期終業式
  - 離任式

## 部活動

### 運動部
- 陸上競技部
- 野球部
- 女子バレーボール部
- 男子バレーボール部
- 卓球部
- ソフトテニス部
- 女子バスケットボール部
- 男子バスケットボール部
- 水泳部
- 柔道部
- 剣道部
- ソフトボール部
- サッカー部

### 文化部
- 技術家庭部
- 芸術部
- 吹奏楽部

## 特色

### ユネスコ・スクール
本校は2010年に県内の中学校の中では初めて「ユネスコ・スクール」に認定された。海外に在住する外国人とメールでの交流を行っている点と英語版ホームページを生徒会が自ら運営している点が評価され、認定に至った。
職員玄関には認定を示すプレートが設置されている（画像参照）。なお、認定理由に含まれていた英語版ホームページは2013年に更新を終了し、2016年度をもって閉鎖されている。

### 職員研修について
南中学校で勤務する教職員に対しては以下のルールに基づいた研修活動が行われている。
1. 校外の研修講座を年2回は受講すること[8]。
2. 校内授業研修会を各教科で実施する年と各人が実施する年とを交互に持つこと[8]。
3. 2年に1回は長岡市の教育論文に応募すること[8]。

### 関連施設
本校では幸町の市立劇場開業時より、学校行事のほとんどを市立劇場で行ってきた。
劇場開業間もなく芸能発表会や合唱コンクールの市立劇場開催 を経て、現在の学習発表会・音楽の部（合唱コンクールの後継）や南友会オリエンテーション、さらには2008年度より始まった三傑劇公演や2010年代以降の平和劇公演などの多くを行ってきた。
他校では校舎内での実施に留まるもの も、本校では学校外の近隣施設を利用した行事が多く見受けられる。
2010年代以降の近年は長岡駅のプランター整備事業を定期的に緑化委員を中心とし、本校生徒が行っている。

### 総合的な学習の取り組み
本校では特色ある学校を作り上げる中で、2010年度から当地で起きた空襲の語り部講和を聞く平和学習への取り組みを開始した。
そして、その平和学習をより発展的に行うために「平和劇」と題した創作劇の制作・上演を、2011年度より行っている。
平和劇の舞台として主に描かれるのは、おもに「戦前」・「戦時中」・「戦後」の日本、および長岡が舞台となっている。
劇の制作にあたっては1学年次の「三傑劇」と同様に、演出から台本、劇に使用する小道具に至るまですべてを生徒による制作が主体となって行われている。
2012年度には、当時の音楽科教諭と3年生の生徒が結成した「平和の語り部プロジェクト」によって、テーマ曲『誓い』が制作され、以後若干の改変を重ねながら毎年歌い継がれてきている。
2012年度（2012年5月）に当時の3年生が市立劇場で上演した平和劇以降、2013年度（2014年2月）までの間に行われた発表は、校内発表として体育館での上演（2013年度以後2年生での取り組み）に留まってきた。
しかし、戦後70年の節目を迎えた2014年度（2015年3月）の平和劇は、校内発表だけに留まることなく、久々の市立劇場での上演となった。
市立劇場での公演に当たっては、ながおか市政だより内での告知は元より、市内各所へ広告設置のほか、2015年2月下旬より劇の公開当日まで、大手通り・アオーレ長岡の2箇所に設置されたオーロラビジョンにて劇の予告編が放映されたほか、地元ラジオ静（関東広域圏）教育委員会連合会総会」のレセプションとして、市内の中学校を代表して、これらの発表とテーマ曲の合唱が行われた。
なお、2014年度の市立劇場における上演の周知にあたっては、学校独自の取り組みを長岡市が支援する教育事業「熱中！感動！夢づくり！教育」制度が大きな支えとなったほか、新潟県内各地のテレビ局・新聞社・ラジオ局の後援によって実現した。

#### 制作された楽曲
- 『誓い』 - 本校では総合的な学習の一環で、劇の制作と並行して様々な平和への願いを込めた、テーマ曲が制作された[10]。

作詞：「平和の語りべプロジェクト」（2012年度3学年生徒一同）
作曲：南中学校音楽科教諭（当時）

## 舞台になった作品
- 教育映画『まじめで悪いか！』[11]

制作・学習研究社（現：学研ホールディングス）
監督・佐久間 のぶ
平成10年度・全国小中学校作文コンクール に於いて、南中学校の3年生（受賞当時）男子生徒が書いた作文『梅雨明け』が、作文コンクールの最優秀賞にあたる「文部省（当時）文部大臣 奨励賞」を受賞した。賞を受賞した作文は、学習研究社（当時） の注目を集め、この作文を題材・原作とした中学生向けの教育映画『まじめで悪いか！』が16mフィルム (32分間） を使用して制作され、1999年にVHSテープに収録されたものが公開された。撮影は1999年4月下旬から南中学校区を中心に、当時の長岡市内各所で行われ、主演の3名以外は全てオーディションに合格した当時の南中生たちがエキストラとして演じた。（オーディションと映画の制作は、『梅雨明け』の作者が南中を卒業した翌月の1999年4月に入ってから始まった）
出演
- 南中学校の学級担任役・河島英五 （歌手・俳優・タレント）[11]
- 主人公役・奈良本浩樹 （俳優・撮影開始当時の1999年4月に放送が開始されたNHK朝の連続テレビ小説「すずらん」に出演）[11]
- 主人公の母親役・小野沢知子（女優・新潟県出身）[11]

## ギャラリー

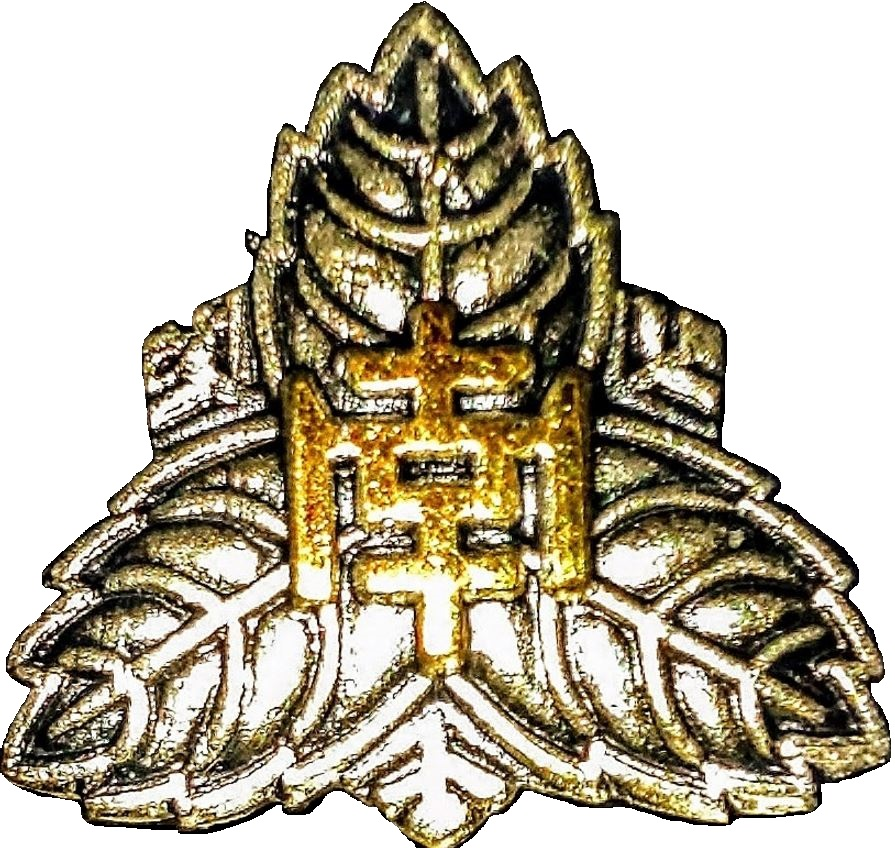
校章
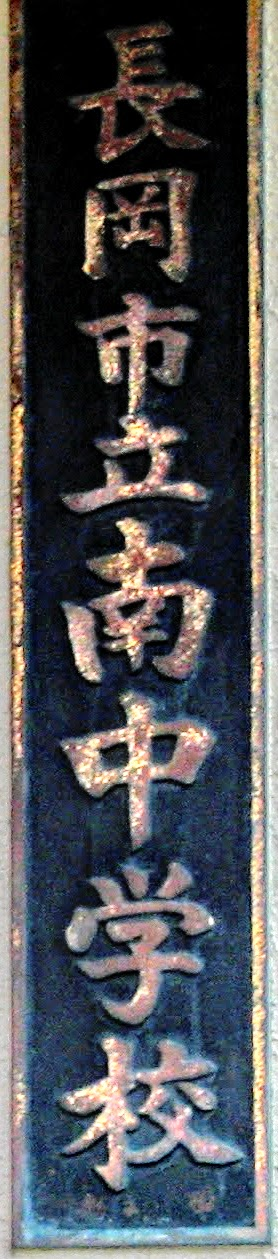
学校表示
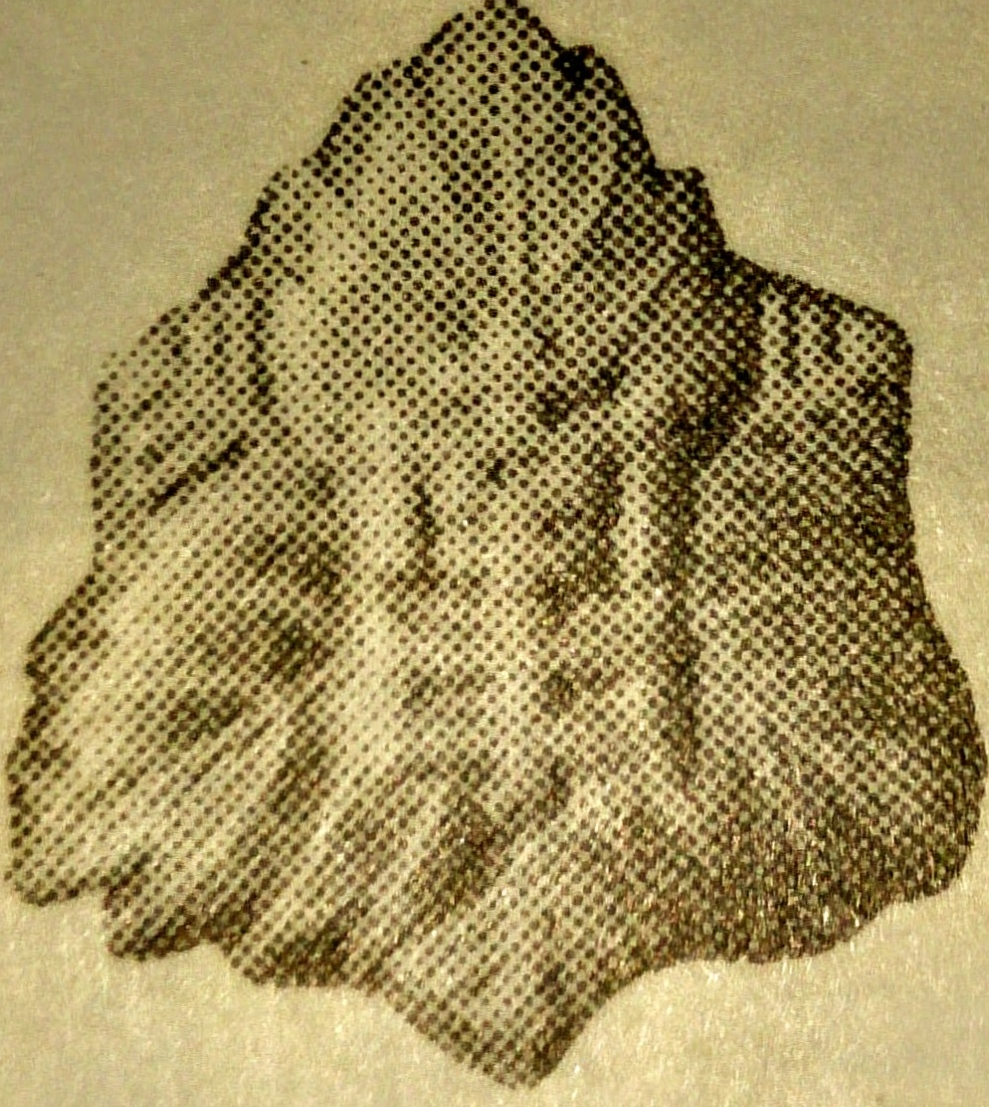
初代校章
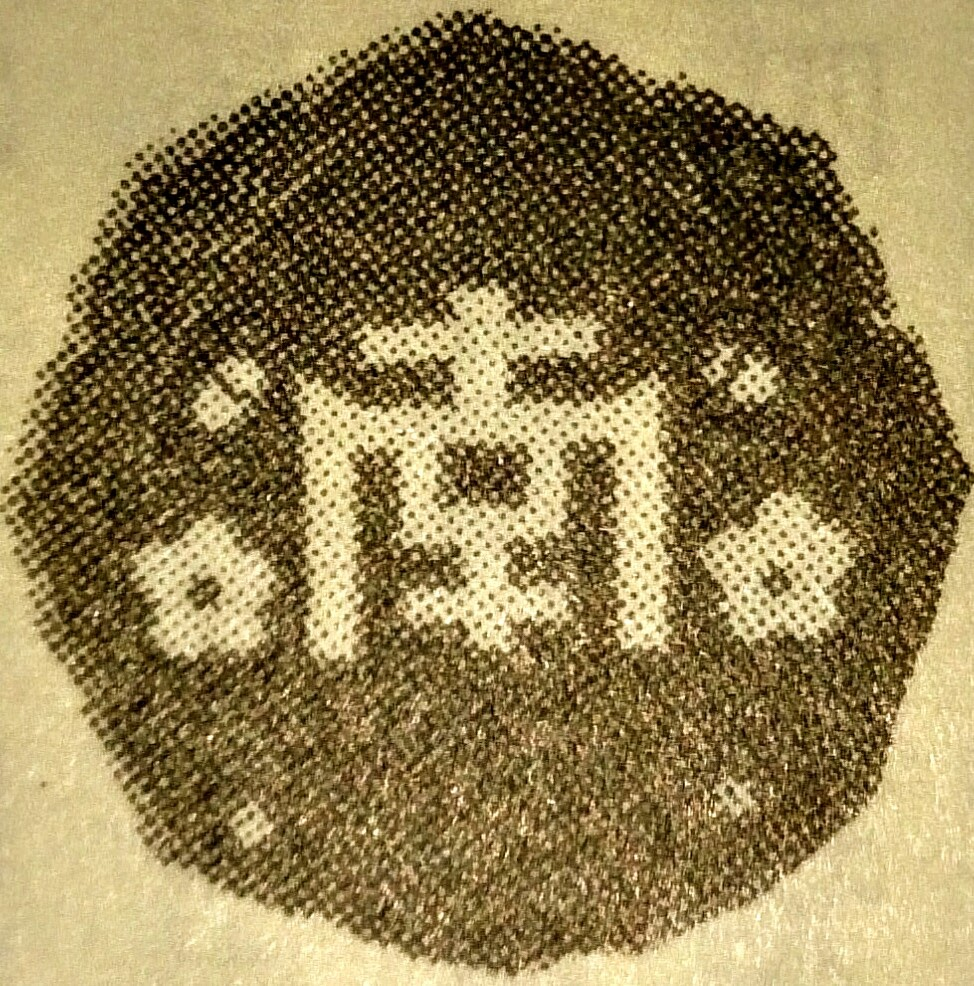
初代バッジ
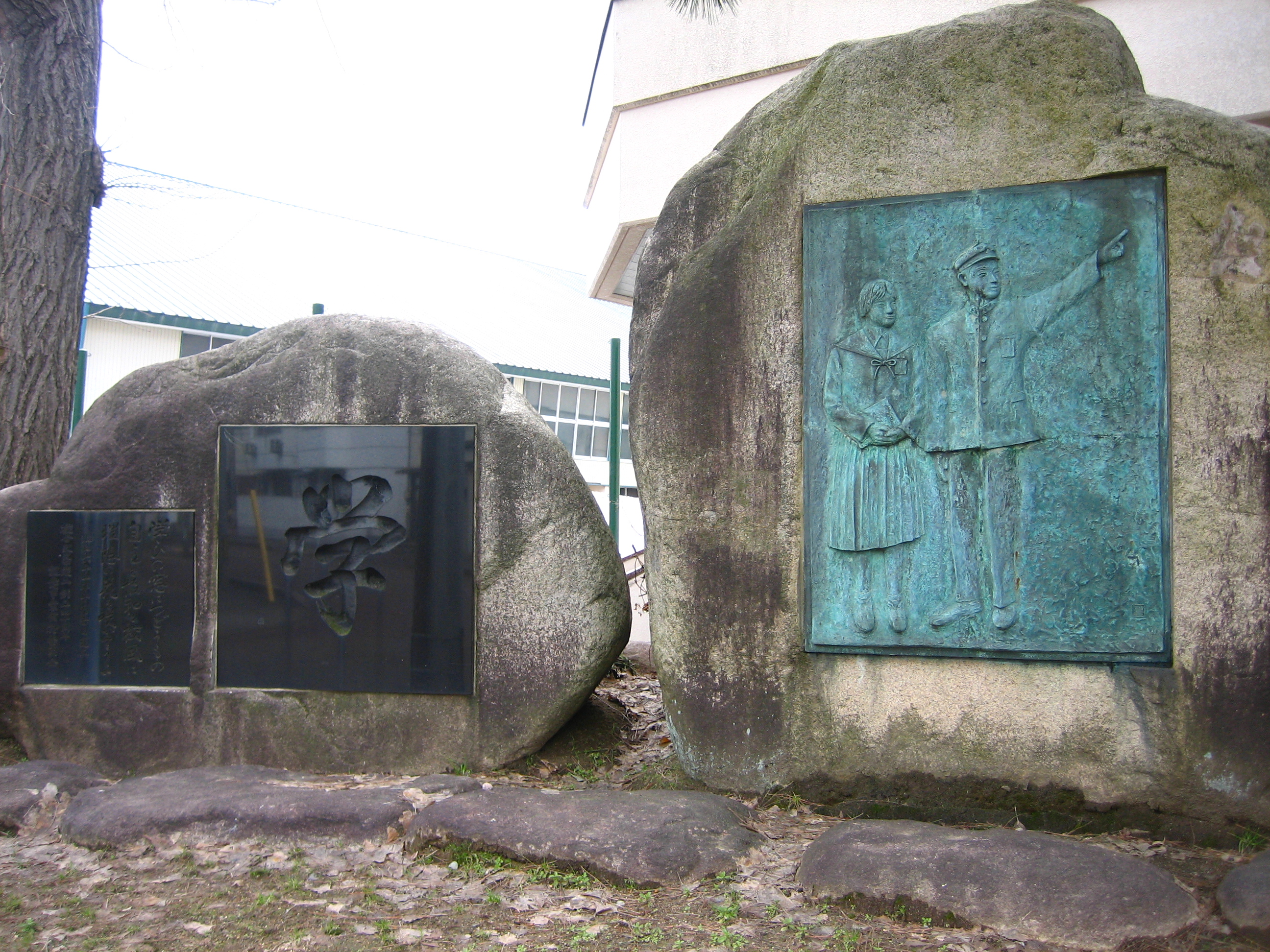
職員玄関前の石碑
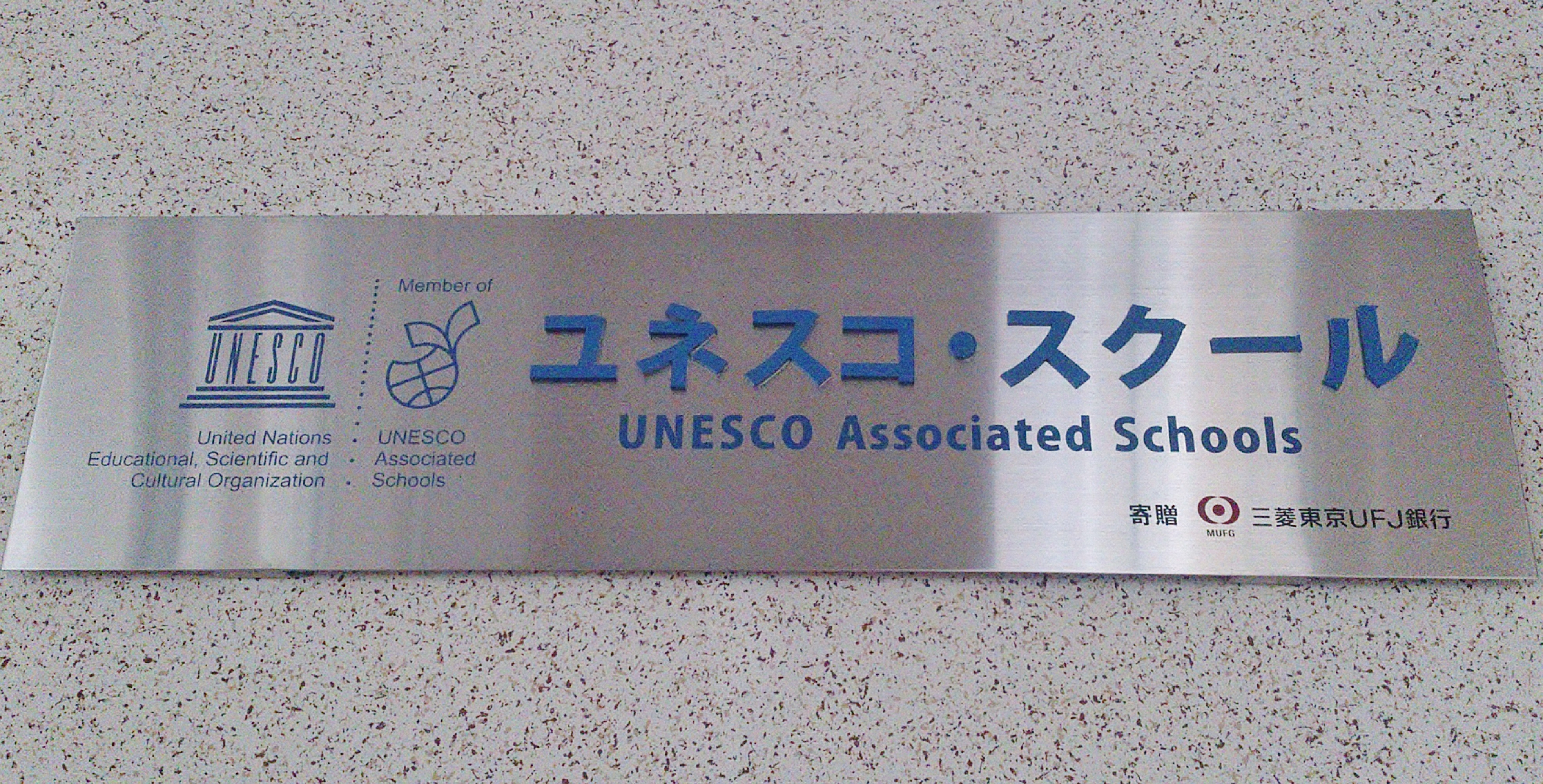
ユネスコスクールの表示
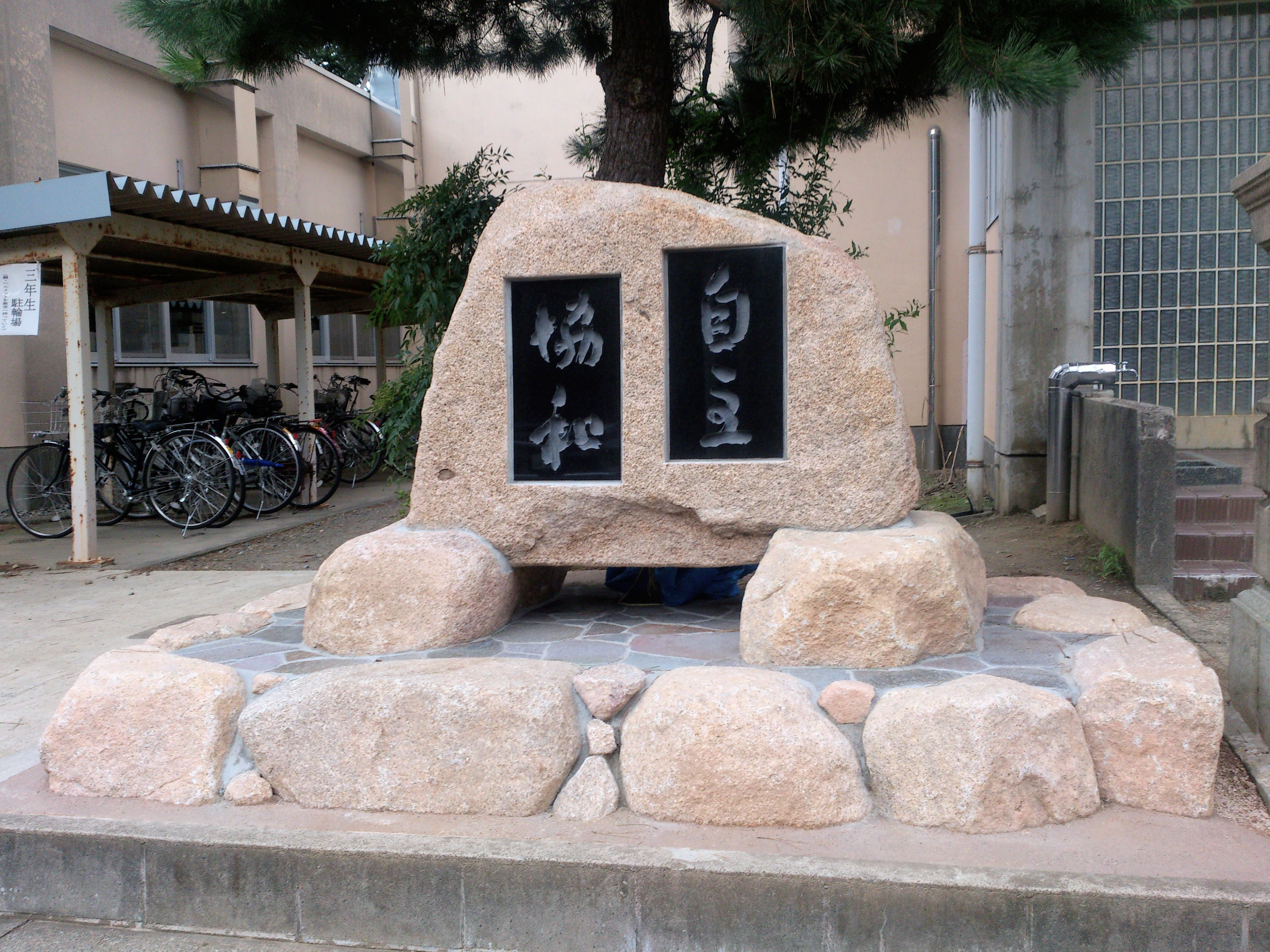
生徒玄関前の石碑
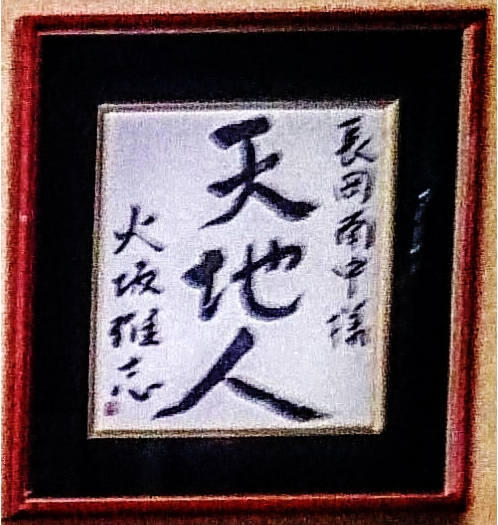
火坂雅志のサイン（校長室）

## 沿革
（沿革節の主要な出典は公式サイト）
- 1947年（昭和22年）4月1日 - 長岡市立四郎丸小学校の北校舎を借用して開校する。（於：四郎丸分校）
- 1947年5月25日 - 開校式が行われ、以後この日を創立記念日とする。
- 1948年4月1日 - 市町村合併に伴う学区改定により、大島小学校の一部を借用して、大島分校を開設する。
- 1949年4月1日 - 1946年廃校の東千手国民学校（跡地）に本校舎を設置し、その周辺に所在した施設の立ち退きを経て開校する。
- 1949年4月1日 - 新設された本校舎で授業が開始され、2つの分校での二部授業が解消される。また、PTAが発足し、後に後援会と一本化される。
- 1949年5月12日 - 生徒会の愛称を「校友会」から現在の名称に改める。
- 1950年5月25日 - 校歌が制定される。
- 1951年 - 南友会規約が制定される。
- 1951年3月31日 - 本校舎への統合に伴い、大島分校を廃止する。
- 1952年3月31日 - 本校舎への統合に伴い、開学の地である四郎丸分校を廃止する。
- 1952年5月5日 - 南友会章が制定される。
- 1952年7月12日 - 応援団旗と応援団歌が制定され、制定式が挙行される。
- 1953年 - 校章を改定する。
- 1953年7月4日 - 校章の改定に伴い、校旗が樹立される。
- 1956年7月 - 新潟県下（中学校）初の「プール」を設置し、教育関係者が県内各地から視察に訪れる。
- 1960年代 - 校章のバッヂを改定する。
- 1962年4月4日 - 鉄筋3階建ての第5棟（第6校舎）が完成する。（現：第1棟）
- 1962年5月18日 - 第5棟（第6校舎）の竣工式が行われる。
- 1964年3月5日 - 南友会誌「柏陽」が創刊する。
- 1964年3月6日 - 南友会歌「わが友よ」が制定される。（お披露目式は3月9日に挙行）
- 1965年3月11日 - 第5棟（第6校舎）屋上中央部分に「協和の鐘」が設置される。（1980年代に入ってから故障が相次ぎ使用停止[3]、その後撤去）
- 1966年8月26日 - 技術室が竣工する。これにより、第5棟（第6校舎）と連絡可能になる。
- 1966年10月18日 - この日に挙行された南友会総会にて、スクールカラーを青と制定する。
- 1967年10月20日 - 創立20周年記念事業の一環で、南中学校同窓会・会員名簿が発刊される。
- 1968年7月25日 - 火打山登山・笹ヶ峰キャンプ初回実施。
- 1969年4月1日 - 長岡市立 西中学校の開校に伴い、大島小学校区の生徒を分離する。
- 1971年11月15日 - 合唱コンクールが開催される。（初回）
- 1974年10月26日 - 芸能発表会が市立劇場にて開催される。（初回）
- 1975年11月5日 - マラソン大会開催を終了する。
- 1977年3月12日 - 第29回：卒業証書授与式の挙行中（卒業証書の授与中）に、進行性脳血栓により校長の樋口参郎が倒れる（3月28日死去）[3]。
- 1977年4月17日 - 南中学校での行事としては異例となる、校長の校葬が行われ、後任の校長および全校生徒と職員全員が参列した[3]。
- 1977年5月25日 - 創立30周年記念式典を挙行する。（規模縮小）
- 1978年3月31日 - 鉄筋コンクリート3階建ての第2棟（生徒玄関）が、教室棟に増築され、生徒玄関と技術室への連絡通路が完成する。木造校舎は一部撤去される。
- 1978年4月25日 - おはよう南友会（生徒会朝会）が開催される。（初回）
- 1979年1月7日 - こども音楽コンクール東日本大会10年連続出場記念の演奏会が開催される。（於：市立劇場）
- 1982年3月17日 - 生徒玄関上に、第34回卒業生が贈呈した卒業記念品の校章が設置される。
- 1982年10月15日 - 第22回：新潟県 学習指導研究発表会・中学校部会に出場する。（二年連続研究）新潟学校AV教育研究大会が実施される。全日本良い歯の学校表彰を受ける。
- 1983年3月10日 - 南中35周年誌 「自主協和〜その継承と発展〜」 が発刊される。
- 1984年3月 - 木造の屋内運動場が解体され、その跡地に特別教室棟と職員駐車場が竣工する。
- 1985年3月 - 6月 - 木造校舎が一部解体され、管理棟が竣工する。
- 1985年12月 - 鉄筋コンクリート製の屋内運動場（体育館）が竣工する。
- 1986年10月 - 鉄筋コンクリート製校舎の新築工事が完了し、それと同時に創立40周年記念式典が挙行される。
- 1987年3月 - 創立40周年を記念して、職員玄関前に記念碑が建立される。
- 1989年（平成元年）10月 - 文部省（当時）指定・県中学校教育研究武道指導推進校研究発表会（3年連続研究）
- 1990年8月 - 夏季休業を利用して、協和塔の改修工事が実施される。
- 1992年9月 - コンピューター教室が管理棟3階に開設される。
- 1996年3月 - 学校給食の開始に伴い、昇降設備を併設した給食棟が竣工する。
- 1996年4月 - 生徒数増加に伴い、長岡市立旭岡中学校が新設され、豊田・柿小学校区の生徒を分離する[14]。
- 1996年4月 - 学校内での給食製造が開始される。
- 1997年3月 - 老朽化が進んでいた第5棟（第6校舎）の改修工事が実施される。
- 1997年10月 - 創立50周年記念事業として、南中50周年記念事業誌が発刊される。これに併せて制定服が開校当初から続いていた学生服とセーラー服から、ネクタイ・リボンをアクセントに取り入れたブレザータイプに改訂される[9]。（現行）
- 1998年度 - 平成10年度：全国小中学校作文コンクール に於いて、受賞当時3年生の男子生徒が書いた「梅雨明け」が文部大臣奨励賞を受賞する。
- 1999年 - 公式ホームページが開設される。
- 1999年4月29日 - 教育映画の撮影が開始され、主演の河島英五が初来校する[11]。
- 1999年7月 - 給食室側の木造校舎がすべて解体される。
- 1999年12月24日 - 屋内運動場脇に増築する形で武道場が完成する。
- 2000年1月 - 武道場が竣工する。
- 2000年2月4日 - 学習研究発表会の中で、南中を舞台にした教育映画が本校で初公開される。
- 2002年9月 - 管理棟に空調設備を設置する。
- 2003年4月1日 - 給食調理業務委託化。
- 2003年度 - 「三傑劇」の制作開始。（初回）
- 2003年9月 - 教室棟1階トイレ改修実施、多目的トイレ新設。
- 2004年4月 - 3学期制から2学期制へ移行準備、2学期制の試行を開始。
- 2004年10月23日 - 新潟県中越沖地震が発生し、校舎が被災する。地震により、2004年11月中まで避難所が開設される。
- 2004年11月 - 山古志村から全村避難中の山古志村立山古志中学校が本校校舎にて授業を再開する。
- 2005年3月5日 - 卓球選手の 福原愛 が、中越地震により被災した南中生らを慰問に訪れる。
- 2006年3月31日 - 3学期制の使用を終了する。
- 2006年4月1日 - 2学期制の使用が開始される。
- 2006年10月 - 市町村合併を経たこの年、長岡市立山古志中学校の新校舎での授業再開のため、山古志中学校の生徒はお別れ会の後、南中を離れる。（生徒玄関前に両校の友好の印が展示）
- 2007年7月16日 - 新潟県中越沖地震の発生により、校舎が一部損壊するなどの被害を受ける。
- 2007年10月 - 創立60周年記念事業の一環で、航空写真の撮影を行う。
- 2008年度 - 三傑劇の市立劇場公演を開始する[15]。
- 2008年4月 - 通級指導教室が第1棟の1階に開設される。また、事務作業の共同実施に伴い事務室が開設される。
- 2008年5月25日 - 過去に在学していた作家の 火坂雅志 が創立記念講演を行う。
- 2009年4月 - 情緒障害・発達障害と知的障害を持つ生徒を対象とした 特別支援学級『かがやき学級』が教室棟2階の余剰となっていた教室に設置され開設する。
- 2009年8月 - 新潟県内の中学校で、はじめて国連ユネスコ・スクールに認定される。認定により、三菱東京UFJ銀行（当時）からユネスコ・スクール認定プレートが贈呈される。
- 2011年2月 - 「特色のある教育実践校・園」部門に論文を応募し、優良賞を受賞する。
- 2011年8月 - 国語科教員が実践研究レポートとして、2003年度に始まった「幕末長岡三傑劇」の取り組みを題材に作成したレポートを、公益財団法人・ちゅうでん教育振興財団に発表し、ちゅうでん大賞を受賞し表彰を受ける[16][17]。
- 2012年 - コンピューター教室の設備更新が実施される。
- 2012年5月 - 長岡市の戦時中・戦後の復興を描いた「平和劇」が上演される。（初回）
- 2012年11月 - 長岡市教育委員会より5月に行われた「平和劇」に対しての表彰が行われる。
- 2013年5月 - 第24回：全国「みどりの愛護」功労者 を国土交通大臣より表彰を受ける。
- 2013年11月 - 平和学習（平和劇）の取り組みに対して、博報財団から教育活性化部門に於いて、第44回博報賞が授与される。
- 2014年3月7日 - 体育館ステージ完成後、初めてとなる卒業式が挙行される。
- 2014年3月18日 - 体育館と武道場との間に設けられていた倉庫部分に体育館舞台ステージを設置し、この日に竣工する[2]。
- 2014年6月9日 - PTA対象のアンケート調査をもとに、希望選択制のフッ化物洗口（フッ素による歯の健康促進） が開始される。
- 2015年3月20日 - 平和劇「想い、未来へ」が上演される。（於：市立劇場）
- 2015年4月1日 - 新潟市が発表した少人数パイロット事業の指針に基づいた少人数学級が導入され、一学級あたり30名のクラス編成が、全学年・全学級に対して実施・設置される。
- 2017年8月28日 - 校区にある草生津地区の草生津石を使用して制作された創立70周年記念碑の除幕式が挙行される。
- 2017年10月31日 - 吹奏楽部が日本音楽教育文化振興会主催の「管楽合奏コンテスト」に出場し、予選審査において最優秀賞を受賞する。
- 2017年11月4日 - 管楽合奏コンテスト・全国大会（於：文京シビックホール）に出場する。

## 学区
- 宮原1丁目・宮原2丁目・宮原3丁目（以下は千手小学校区）
- 千歳1丁目・千歳2丁目・千歳3丁目
- 千手1丁目・千手2丁目・千手3丁目
- 西千手1丁目・西千手2丁目・西千手3丁目
- 幸町1丁目・幸町2丁目・幸町3丁目
- 草生津1丁目・草生津2丁目・草生津3丁目
- 山田1丁目・山田2丁目・山田3丁目
- 信濃1丁目
- 南町1丁目・南町2丁目・南町3丁目
- 柏町1丁目・柏町2丁目
- 三和2丁目
- 宮内8丁目（12番34号のみが千手小学校区に指定されている）
- 旭町1丁目・旭町2丁目（以下は阪之上小学校校区）
- 台町1丁目・台町2丁目
- 弓町1丁目・弓町2丁目（以下は四郎丸小学校区）
- 四郎丸町
- 四郎丸町1丁目・四郎丸町2丁目・四郎丸町3丁目・四郎丸町4丁目
- 学校町1丁目・学校町2丁目・学校町3丁目（3丁目の12番・13番・14番が阪之上小学校区に指定されている）
- 土合町
- 土合3丁目・土合4丁目・土合5丁目
- 金房1丁目・金房2丁目・金房3丁目
- 前田1丁目・前田2丁目・前田3丁目
- 美沢1丁目・美沢2丁目・美沢3丁目・美沢4丁目（福島江よりも東側に位置しており、自転車通学が許可されている）
- 長倉町
- 長倉1丁目・長倉2丁目・長倉3丁目・長倉4丁目
- 長倉西町
- 長倉南町
- 鉢伏町
- 花園東2丁目
- 中沢町

## 生徒データ

### 出身校
在学する生徒の主な出身校は、南中の学区内にある小学校が大半を占める
- 長岡市立千手小学校
- 長岡市立四郎丸小学校
- 長岡市立阪之上小学校

### 主な進学先
2016年度以降の近年は、市内の県立高校や私立高校を中心に、中越地区南部の小千谷市や南魚沼市、さらには下越地方の新潟市内の県立高校への進学者も多く見受けられる。一方で、関東の千葉県・近県の長野県、さらには西日本の京都府や福岡県への進学者も若干数存在する。

## 出身の著名人
- 阿刀田高 - 第4回卒業生（小説家）1980年代初頭に創立記念講演を行った
- 森民夫 - 第18回卒業生（第14代・長岡市長）市長就任から間もない2000年代初頭に創立記念講演会を行った。
- 磯田達伸 - 第20回卒業生（第15代・長岡市長）
- 火坂雅志 - 第25回入学生（小説家・2年間在学）2008年に創立記念講演会を行った際にサインを寄贈している[20]。
- 晴山岬 - サッカー選手、FC町田ゼルビア所属。
- 田中晴也 - プロ野球選手、千葉ロッテマリーンズ所属。

## 交通・アクセス方法
- JR東日本（上越新幹線・信越本線・上越線）長岡駅より南へ約1,500 m（徒歩：約15分）
- 越後交通・柏町バス停より東へ約500 m（徒歩：約5分）

生徒の通学手段は徒歩が大半を占める一方で、居住地区によっては自転車通学が認められる。自転車通学の生徒には黄色のステッカーが、部活動で自転車通学をする生徒には赤色のステッカーが支給される。

### ギャラリー

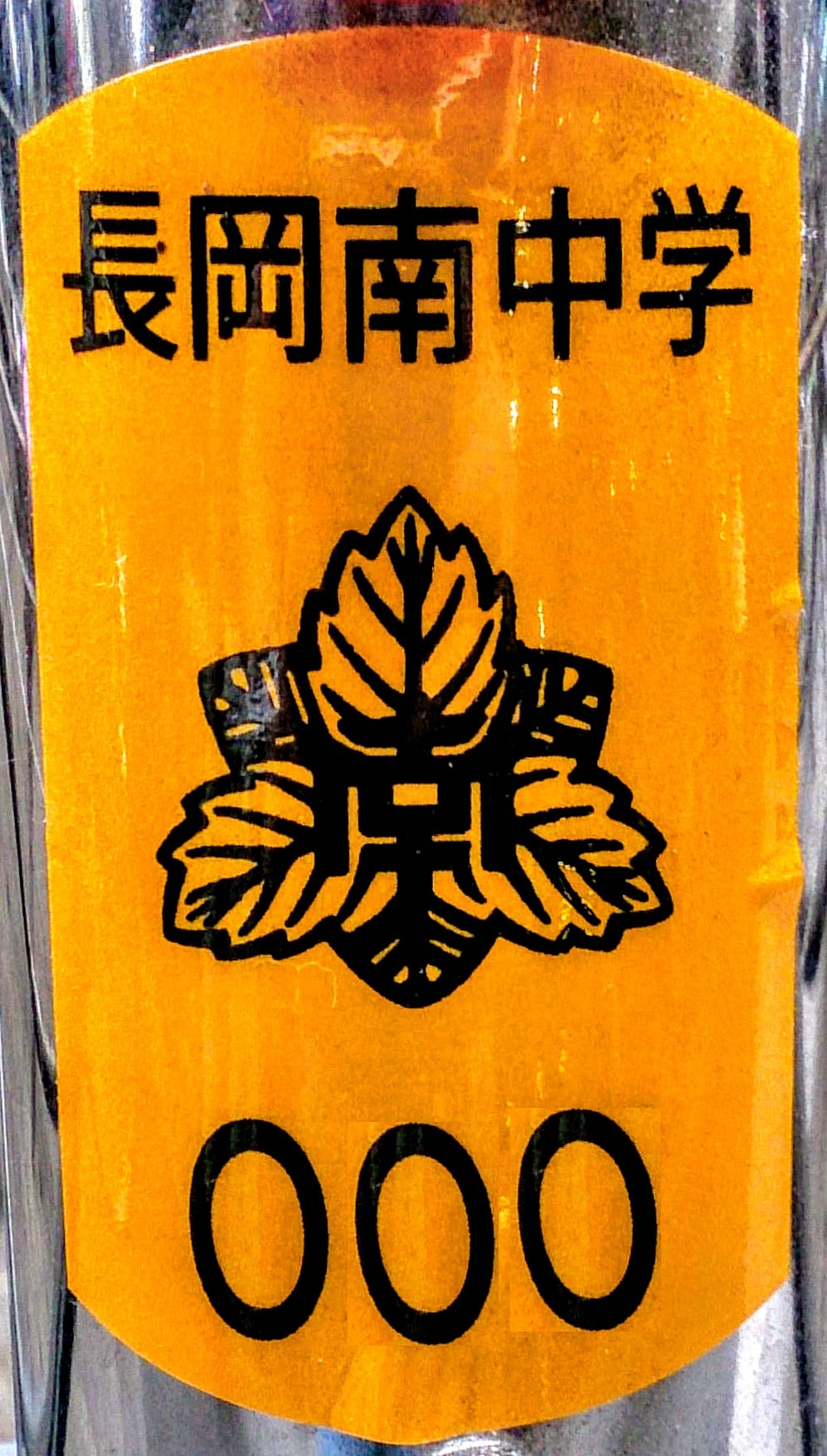
自転車通学用ステッカー（黄色）